# Durangite
La durangite est une espèce minérale du groupe des arséniates et du sous-groupe des arséniates anhydres avec anions étrangers, de formule NaAl(AsO4)F.

## Inventeur et étymologie
La durangite a été décrite en 1869 par Brush; elle fut nommée ainsi d'après sa localité-type: Durango, au Mexique.

## Topotype
- Barranca Mine, Coneto de Comonfort, Municipio de Coneto de Comonfort, Mexique, Mexique[4]
- Les échantillons de référence sont déposés à l'Université Yale, à New Haven dans le Connecticut aux États-Unis.

## Cristallographie
- Paramètres de la maille conventionnelle: a = 6,69 Å, b = 8,66 Å, c = 7,27 Å, β = 115,77 °, Z = 4, V = 379,30 Å3.
- Densité calculée = 3,92

## Cristallochimie
- La durangite forme deux séries : l'une avec la maxwellite et l'autre avec la tilasite.
- La durangite fait partie d'un groupe de minéraux aux formules chimiques semblables.

### Groupe de la durangite
- Durangite NaAl(AsO4)F, C 2/c; 2/m
- Isokite CaMg(PO4)F, C 2/c; 2/m
- Lacroixite NaAl(PO4)F, C 2/c; 2/m
- Maxwellite NaFe(AsO4)F, Aa,A2/a; Monoclinique
- Panasqueiraïte CaMg(PO4)(OH,F) C 2/c; 2/m
- Tilasite CaMg(AsO4)F, C 2/c; 2/m

## Gîtologie
La durangite se trouve dans des veines dans la rhyolite alcaline, et dans les placers d'étain qui en découlent, ainsi que dans des veines de pegmatite dans le granite.

### Minéraux associés
- cassitérite, hématite, topaze, ilménite, tantalite, wickmanite, beudantite, mimétite, fluorite, tridymite, cristobalite, quartz, amblygonite, calcédoine, zéolite, minéraux argileux.

## Habitus
La durangite se trouve sous la forme de cristaux automorphes ou prismatiques pouvant atteindre 1 centimètre, légèrement allongés selon [001], dont les faces sont souvent rugueuses. On la trouve également en agrégats empilés.
Les cristaux artificiels sont souvent prismatiques selon [101], et rarement tabulaires.

## Gisements remarquables

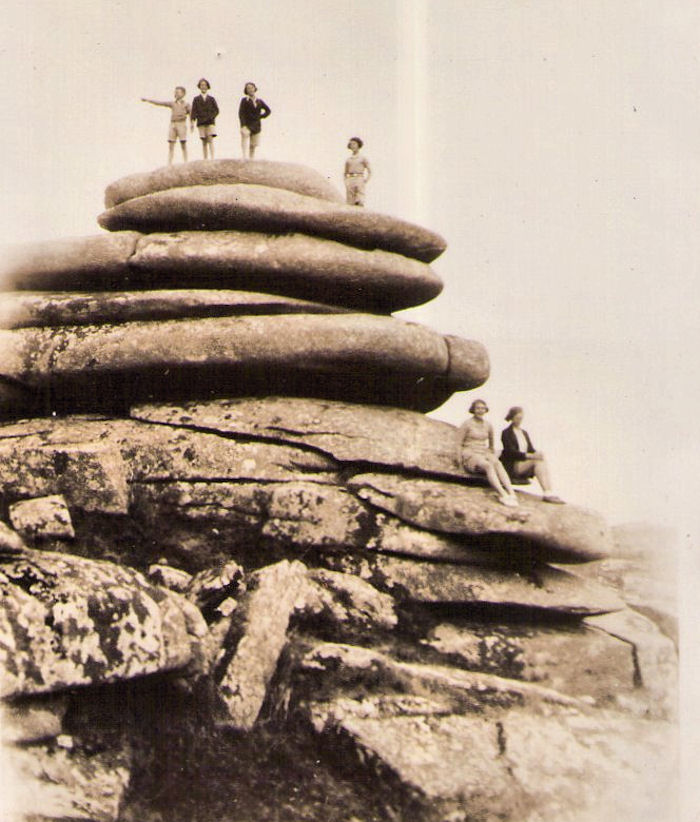
The Cheesewring (Linkinhorne).

- Canada

Reeves Pit/ Lake Ramsay, New Ross, Chester, Comté de Lunenburg, Nouvelle-Écosse
- États-Unis

Thomas Range, Comté de Juab, Utah
The Clearing/74 Draw Mine/Taylor Creek Tin District (Black Range Tin District), Comté de Sierra, Nouveau-Mexique
Sawmill Creek, Taylor Creek District, Comté de Catron, Nouveau-Mexique
- Grande-Bretagne
  - Angleterre

Carrière Cheesewring, Linkinhorne, Caradon & Phoenix Area (South-Eastern Bodmin Moor), Liskeard District, Cornouailles
- Mexique

Barranca Mine, Coneto de Comonfort, Mun. de Coneto de Comonfort, Mexique